# Віндебі
Віндебі (нім. Windeby), також Віндебю (дан. Vindeby) — громада в Німеччині, розташована в землі Шлезвіг-Гольштейн. Входить до складу району Рендсбург-Екернферде. Складова частина об'єднання громад Шляй-Остзее.
Площа — 14,77 км2. Населення становить 1008 ос. (станом на 31 грудня 2020).